# ひとり暮らし
『ひとり暮らし』（ひとりぐらし）は、1996年10月11日から12月13日まで毎週金曜日21:00 - 21:54に、TBS系で放送された日本のテレビドラマ。

## 概要
- 常盤は今作以後、1997年の1月 - 3月の「理想の結婚」、7月 - 9月の「最後の恋」と、同一テレビ局の連続ドラマに1年間で3回主演を担当することになる。
- 1997年2月21日に全4巻でVHS化されていたが、2008年8月6日にDVD-BOXが発売された。

## あらすじ
都内のデパートの靴売り場の店員美歩は両親と高校生の妹芽と郊外で4人暮らしをしていたが、息苦しさを感じていた。そして、ひとり暮らしをすることをした。
ひとり暮らし当初は寂しさからくる孤独感より、小学校からの親友恭子を自宅に呼んでいたが、あるきっかけでビール会社の営業マン新谷と知り合い恋に落ちてから次第に恭子を避けるようになり、今度は恭子が美歩に対して異常な行動をとるようになって次第に泥沼化していく。
このドラマの家族が住む郊外の住居は京王線の「めじろ台駅」である（特に第1話で駅舎の外景が映る）。
ひとり暮らしの住居は京王線の「八幡山駅」である。

## キャスト
- 花淵美歩／常盤貴子

本作の主人公。実家暮らしが辛くなり、アパートへ転居。同時期に新谷と知り合う。悪ふざけをした新谷に本気で立腹したり、久々に戻った実家の様変わりを愚痴ったりするなど、少し幼い面がある。
- 西島恭子／永作博美

美歩の親友。アパート探しなどにアドバイスをしていたが、新谷を巡ってトラブルになり、「美歩」という源氏名を使ってキャバクラで働いたり、美歩に同性愛的な誘いを掛けたりもした。
- 新谷高広／高橋克典

ビール会社の営業マン。
- 小川千勝／高橋和也

新谷の同僚。美歩に想いを寄せている。
- 花淵芽／矢田亜希子

美歩の妹で高校生。
- 大川加奈子／真瀬樹里
- 鶴見淳／伊東貴明
- 花淵尚史／山本圭

美歩と芽の父。
- 花淵牧子／真屋順子

美歩と芽の母。
- 桑原圭太／清水圭
- 和泉田知也子／高樹沙耶

アパートに転居した美歩の隣人。花屋を兼ねたバーを経営している。

## 放送日程
| 各話   | 放送日         | サブタイトル     | 演出     |
| ------ | -------------- | ---------------- | -------- |
| Vol.1  | 1996年10月11日 | 恋したい         | 生野慈朗 |
| Vol.2  | 1996年10月18日 | ダブル・デート   | 生野慈朗 |
| Vol.3  | 1996年10月25日 | 彼の部屋         | 加藤浩丈 |
| Vol.4  | 1996年11月1日  | 愛を確認する方法 | 加藤浩丈 |
| Vol.5  | 1996年11月8日  | 友情より愛情     | 生野慈朗 |
| Vol.6  | 1996年11月15日 | 恋人と親友の誤ち | 生野慈朗 |
| Vol.7  | 1996年11月22日 | 普通じゃない関係 | 横井直行 |
| Vol.8  | 1996年11月29日 | セックスした責任 | 横井直行 |
| Vol.9  | 1996年12月6日  | 執着             | 生野慈朗 |
| 最終回 | 1996年12月13日 | 裸のつきあい     | 生野慈朗 |

## 受賞歴
- 第11回ザテレビジョンドラマアカデミー賞[1]
  - 助演女優賞（永作博美）

## 主題歌
- 松任谷由実「最後の嘘」（東芝EMI、1996年10月16日発売）
  - 翌年の1997年に発売されたアルバム「Cowgirl Dreamin'」にはアルバムバージョンとして収録。

## 関連商品
- ひとり暮らし DVD-BOX（TCエンタテインメント、2008年8月6日発売）
- ひとり暮らし Vol.1 - Vol.4（TBS、1997年2月21日発売。VHSの単巻商品。）